# Chiesa del Santissimo Crocifisso (Santeramo in Colle)
La chiesa del Santissimo Crocifisso è un edificio di culto cattolico di Santeramo in Colle. È una delle parrocchie della diocesi di Altamura-Gravina-Acquaviva delle Fonti.

## Storia
La chiesa sorge sul posto più elevato del paese. Le prime testimonianze dell'esistenza di una cappella dedicata a san Rocco sono precedenti al 1548. Nel 1672, nella stessa area, vennero edificati un convento per frati minori e una chiesa, donazione del marchese Caracciolo.
Il 1º maggio 1931 con decreto dell'arcivescovo di Bari e Canosa Augusto Curi viene eretta la parrocchia del Santissimo Crocifisso. Il 25 febbraio 2014 l'arcivescovo Giovanni Ricchiuti ha consacrato il nuovo altare di questa chiesa a seguito del restauro voluto e realizzato grazie all'impegno dell'attuale parroco Giovanni Giove.

## Descrizione
La facciata della chiesa è in stile neoclassico con l'emblema francescano, sul portale centrale. La chiesa è composta da una navata principale con volte a botte e cinque cappelle monastiche sul lato destro. Sul lato sinistro sono presenti quattro altari in pietra. Sopra l'altare maggiore, costruito nel 1748, c'è il Crocifisso, opera in legno intagliato, di frate Angelo da Pietrafitta del 1698. AMEN